# Spectrolebias semiocellatus
La especie Spectrolebias semiocellatus es un pez de agua dulce de la familia de los rivúlidos, distribuido sólo en su localidad tipo, la cuenca del río Formoso del río Araguaia, en Brasil. No tiene interés pesquero para alimentación.

## Morfología
De cuerpo alargado y muy pequeño, su longitud máxima es de tan solo 2,2 cm.

## Hábitat y biología
Viven en aguas dulces tropicales, de conducta bentopelágica, habitando charcas y estanques temporales en grupos, de unos 80 cm de profundidad con aguas oscuras y un pH ligeramente ácido de 6,5.